# Municipio de Taylorsville
El municipio de Taylorsville (en inglés: Taylorsville Township) es un municipio ubicado en el  condado de Alexander en el estado estadounidense de Carolina del Norte. En el año 2010 tenía una población de 11.099 habitantes.

## Geografía
El municipio de Taylorsville se encuentra ubicado en las coordenadas 35°54′56.48″N 81°10′31.3″O / 35.9156889, -81.175361.